# Paravibrissina caldwelli
Paravibrissina caldwelli är en tvåvingeart som först beskrevs av Baranov 1938.  Paravibrissina caldwelli ingår i släktet Paravibrissina och familjen parasitflugor. Inga underarter finns listade i Catalogue of Life.